# Vedrare
Vedrare (Bulgaars: Ведраре) is een dorp in de Bulgaarse gemeente Karlovo, oblast Plovdiv. Het dorp ligt hemelsbreed 48 km ten noordoosten van Plovdiv en 127 km ten oosten van Sofia. 

## Bevolking
Op 31 december 2020 telde het dorp Vedrare 1.017 inwoners. Het aantal inwoners vertoont al vele jaren een dalende trend: in 1965 had het dorp nog 1.630 inwoners.
In het dorp wonen vooral etnische Bulgaren, maar ook een substantiële minderheid van de Roma en een klein aantal Turken. In de optionele volkstelling van 2011 identificeerden 692 van de 880 ondervraagden zichzelf als etnische Bulgaren, oftewel 78,6%. De overige inwoners identificeerden zichzelf vooral als etnische Roma (153 ondervraagden, oftewel 17,4%) of etnische Turken (30 personen - 3,4%).
| Etnische samenstelling van de respondenten (2011) | Etnische samenstelling van de respondenten (2011) | Etnische samenstelling van de respondenten (2011) | Etnische samenstelling van de respondenten (2011) | Etnische samenstelling van de respondenten (2011) |
| ------------------------------------------------- | ------------------------------------------------- | ------------------------------------------------- | ------------------------------------------------- | ------------------------------------------------- |
|                                                   |                                                   |                                                   |                                                   |                                                   |
| Bulgaren                                          | Bulgaren                                          |                                                   | 78,6%                                             | 78,6%                                             |
| Turken                                            | Turken                                            |                                                   | 3,4%                                              | 3,4%                                              |
| Roma                                              | Roma                                              |                                                   | 17,4%                                             | 17,4%                                             |
| Anders/Onbekend                                   | Anders/Onbekend                                   |                                                   | 0,6%                                              | 0,6%                                              |

Banja · Begoentsi · Bogdan · Christo Danovo · Dabene · Domljan · Gorni Domljan · Iganovo · Kalofer · Karavelovo · Karlovo · Karnare · Kliment · Klisoera · Koertovo · Marino Pole · Moskovets · Mratsjenik · Pevtsite · Prolom · Rozino · Slatina · Sokolitsa · Stoletovo · Vasil Levski · Vedrare · Vojnjagovo